# Uruguays herrlandslag i rugby union
Uruguays herrlandslag i rugby union representerar Uruguay i rugby union på herrsidan.
Laget spelade sin första match den 5 augusti 1948 i Buenos Aires, och förlorade med 3-21 mot Chile.

### Fotnoter
1. ↑  ”Rugby International”. http://www.rugbyinternational.net/countries/uruguay.htm. Läst 26 augusti 2011.